# Acris
Acris – rodzaj płazów bezogonowych z podrodziny Hylinae w obrębie rodziny rzekotkowatych (Hylidae).

## Zasięg występowania
Rodzaj obejmuje gatunki występujące w Stanach Zjednoczonych na wschód od Gór Skalistych, w południowym Ontario (Pt. Pelee) w Kanadzie oraz północnym Coahuila w Meksyku.

## Systematyka
Rodzaj zdefiniowała w 1841 roku para francuskich herpetologów, André Marie Constant Duméril i Gabriel Bibron, w publikacji własnego autorstwa poświęconej herpetologii. Gatunkiem typowym jest (późniejsze oznaczenie) świerszczka południowa (A. gryllus).

### Etymologia
Acris: gr. ακρις akris, ακριδος akridos ‘szarańcza, pasikonik’.

### Podział systematyczny
Do rodzaju należą następujące gatunki:
- Acris blanchardi Harper, 1947
- Acris crepitans Baird, 1854 – świerszczka północna[4]
- Acris gryllus (LeConte, 1825) – świerszczka południowa[4]